# Joachim Reinelt
Joachim Reinelt, né le 21 octobre 1936 à Neurode (province de Basse-Silésie), est un prélat catholique allemand, évêque de Dresde-Meissen de 1988 à 2012.

## Formation et ministères
Après l'expulsion de sa famille de Basse-Silésie, Joachim Reinelt déménage en Saxe, en 1954. Il effectue ses études à Erfurt de 1955 à 1961, puis, étudie la théologie catholique à Neuzelle. Le 29 juin 1961, il est ordonné prêtre par Otto Spülbeck (de), dans la cathédrale Saint-Pierre de Bautzen.
Par la suite, il travaille comme aumônier à Gera et Freiberg, puis, à partir de 1964, comme curé d'Ebersbach. En 1966, il devient aumônier de la cathédrale de la Sainte-Trinité de Dresde et travaille, à partir de 1970, comme administrateur de la paroisse de Freiberg, puis, entre 1974 et 1986, comme pasteur à Altenburg. Parallèlement, de 1980 à 1986, il est doyen de ce même doyenné. En 1986, il est nommé membre de l'administration épiscopale du diocèse de Dresde-Meissen, où il occupe également le poste de président de l'association Caritas.

## Épiscopat
Le 2 janvier 1988, le pape Jean-Paul II le nomme évêque de Dresde-Meissen. À cette occasion, Reinelt choisit pour devise « Iesus in medio » (« Jésus au milieu »), une version abrégée d'une citation du Christ dans l'Évangile de Matthieu : « Là où deux ou trois sont réunis en mon nom, je suis là avec eux ». Il est alors consacré évêque le 20 février 1988, par Bernhard Huhn (de), en la cathédrale de la Sainte-Trinité de Dresde.
Au sein de la Conférence épiscopale allemande, Joachim Reinelt est chargé des affaires sociales ainsi que des questions sur la bienfaisance.
Le 21 octobre 2011, à l'occasion de son 75e anniversaire, Joachim Reinelt remet sa démission au pape Benoît XVI. Le 20 février 2012, le pape Benoît XVI accepte sa démission et Joachim Reinelt devient ainsi évêque émérite de Dresde-Meissen.

## Distinctions
- 28 mai 2011 : Médaille constitutionnelle saxonne (de), décoré par Matthias Rößler (de) ;
- 15 octobre 2012 : Croix fédérale du Mérite, décoré par Stanislaw Tillich, pour son travail humanitaire.